# Jacob Templar
Jacob Templar (* 30. Oktober 1992 in Wagga Wagga) ist ein australischer ehemaliger American-Football-Spieler auf den Positionen des Punters und Wide Receivers. Zuletzt spielte er für die Leipzig Kings in der European League of Football (ELF).

## Leben

### Herkunft und Privatleben
Templar wuchs in Brisbane, der Hauptstadt des Bundesstaates Queensland, auf und besuchte die dortige Victoria Point High School. Nach dem Schulabschluss arbeitete er zunächst als Verkäufer in einem Autohaus. Seit Herbst 2019 absolvierte er in Hildesheim ein Praktikum in einem Unternehmen für Orthopädietechnik und erwarb parallel CEFR-Zertifikate für Deutsch als Zweitsprache, um ab August 2020 eine duale Ausbildung zum Orthopädietechnik-Mechaniker beginnen zu können. Im Zuge der COVID-19-Pandemie wurde das Praktikum allerdings im Frühjahr 2020 seitens des Arbeitgebers beendet. Seit November 2020 arbeitet er in einem Callcenter.
Auf seinem YouTube-Kanal Punting For The People gibt er seit dem 9. Februar 2018 Einblick in seinen sportlichen und privaten Alltag als ausländischer American-Football-Spieler in Deutschland. Er ist ein Fan des NFL-Teams Miami Dolphins und bezeichnet Pat McAfee als sein sportliches Vorbild. Dieser spielte zwischen 2009 und 2016 als Punter für die Indianapolis Colts und wurde während seiner Karriere zweimal in den Pro Bowl gewählt.

### Sportliche Karriere
Templar spielte seit seiner Kindheit Australian Football, stieg aber 2014 nach einer Knöchelverletzung auf American Football um. Er immatrikulierte sich am Golden West College – einem Community College im kalifornischen Huntington Beach – und hoffte auf ein Sportstipendium für die NCAA Division I. Wegen formeller Unregelmäßigkeiten beim Transfer wurde er jedoch nicht berücksichtigt. Daraufhin zog er zurück in seine Heimatstadt.
Anschließend spielte er 2014 und 2015 sehr erfolgreich als Wide Receiver, Safety und Punter in Brisbane für die Bayside Ravens, die in der Amateur-Liga Gridiron Queensland antreten. In diesen zwei Spielzeiten fing er Pässe für insgesamt über 2000 Yards. Zudem stellte er mit 21 gefangenen Touchdowns in einer Saison einen Vereinsrekord auf. Die Prokick Australia Punting Academy bezeichnete ihn daraufhin als potentiellen Kandidaten für die NCAA Division I. Im Frühjahr 2015 wurde er in den vorläufigen 75-Mann-Kader der australischen Nationalmannschaft für die im Juli gleichen Jahres in den Vereinigten Staaten ausgetragene Weltmeisterschaft aufgenommen; letztlich aber vor dem Turnier wieder gestrichen. In der darauffolgenden Saison 2016 lief er für Griffith University Thunder auf – ein erst kurz zuvor gegründetes Team der in Brisbane ansässigen gleichnamigen Universität.
Am 11. Februar 2017 gaben die Dresden Monarchs die Verpflichtung Templars bekannt und er konnte zu Saisonbeginn am 6. Mai beim Heimspiel gegen die Hildesheim Invaders sein Debüt in der GFL feiern. Zum Ende der Saison 2017 erreichte er mit seiner Mannschaft das Viertelfinale der Play-offs. Die nachfolgende Spielzeit 2018 verlief mit dem Einzug in das Play-off-Halbfinale noch erfolgreicher. Zur Saison 2019 wechselte Templar zu den Hildesheim Invaders. Mit 1831 Punting Yards belegte er ligaweit den zweiten Rang und seine Punting-Durchschnittsweite von 40,7 Yards war sogar der Bestwert. So hatte er maßgeblichen Anteil daran, dass die Invaders das Play-off-Viertelfinale erreichten. 
Nachdem die Saison 2020 infolge der COVID-19-Pandemie ausgefallen war, wurde er im März 2021 als Zugang der sich in der Gründungsphase befindenden German Knights Niedersachsen aus Hannover bekanntgegeben, die ab Juni gleichen Jahres in der neu geschaffenen European League of Football (ELF) antreten wollen. Letztlich kam es allerdings doch nicht zur Gründung des Vereines und wenige Tage später wurde Templar vom ELF-Team Leipzig Kings verpflichtet. Diese absolvierten in der ELF-Saison 2021 zehn Partien, verpassten allerdings die Play-offs. In der Folge gab Templar am 5. Oktober 2021 auf seinem YouTube-Kanal das Ende seiner Football-Karriere bekannt.

## Auszeichnungen
- 2014: Bayside Ravens Offensive MVP
- 2014: Queensland Wide Receiver of the Year
- 2016: Griffith Thunder Offensive MVP
- 2016: Griffith Thunder Overall Team MVP
- 2016: Queensland Sundevils State Team
- 2019: GFL Nord All-Star Punter
- 2021: ELF All-Star Punter

## Statistiken
| Größe  | Gewicht | 40 Yard Dash (≙ 36,6 m) | Bankdrücken (84 kg) | Standhochsprung |
| ------ | ------- | ----------------------- | ------------------- | --------------- |
| 193 cm | 102 kg  | 4,7 s                   | 12 Wiederholungen   | 91 cm           |

| Saison | Verein              | Liga | Spiele                                               | S – U – N                                            | Punting                                              | Punting                                              | Punting                                              | Punting                                              | Punting                                              | Punting                                              | Punting                                              | Punting                                              | Punting                                              |
| Saison | Verein              | Liga | Spiele                                               | S – U – N                                            | №                                                    | Yards                                                | Avg                                                  | Long                                                 | TB                                                   | FC                                                   | I20                                                  | 50+                                                  | Blkd                                                 |
| ------ | ------------------- | ---- | ---------------------------------------------------- | ---------------------------------------------------- | ---------------------------------------------------- | ---------------------------------------------------- | ---------------------------------------------------- | ---------------------------------------------------- | ---------------------------------------------------- | ---------------------------------------------------- | ---------------------------------------------------- | ---------------------------------------------------- | ---------------------------------------------------- |
| 2017   | Dresden Monarchs    | GFL  | 15 (15)                                              | 10 – 0 – 5                                           | 39                                                   | 1405                                                 | 36,0                                                 | 55                                                   | 3                                                    | 09                                                   | 14                                                   | 3                                                    | 0                                                    |
| 2018   | Dresden Monarchs    | GFL  | 16 (16)                                              | 12 – 1 – 3                                           | 35                                                   | 1336                                                 | 38,2                                                 | 54                                                   | 2                                                    | 07                                                   | 19                                                   | 1                                                    | 0                                                    |
| 2019   | Hildesheim Invaders | GFL  | 15 (15)                                              | 10 – 0 – 5                                           | 45                                                   | 1831                                                 | 40,7                                                 | 59                                                   | 1                                                    | 14                                                   | 09                                                   | 4                                                    | 0                                                    |
| 2020   | Hildesheim Invaders | GFL  | Saison wurde infolge der COVID-19-Pandemie abgesagt. | Saison wurde infolge der COVID-19-Pandemie abgesagt. | Saison wurde infolge der COVID-19-Pandemie abgesagt. | Saison wurde infolge der COVID-19-Pandemie abgesagt. | Saison wurde infolge der COVID-19-Pandemie abgesagt. | Saison wurde infolge der COVID-19-Pandemie abgesagt. | Saison wurde infolge der COVID-19-Pandemie abgesagt. | Saison wurde infolge der COVID-19-Pandemie abgesagt. | Saison wurde infolge der COVID-19-Pandemie abgesagt. | Saison wurde infolge der COVID-19-Pandemie abgesagt. | Saison wurde infolge der COVID-19-Pandemie abgesagt. |
| 2021   | Leipzig Kings       | ELF  | 10 (10)                                              | 5 – 0 – 5                                            |                                                      |                                                      |                                                      |                                                      |                                                      |                                                      |                                                      |                                                      |                                                      |

- Spiele: Anzahl der von Templar in der jeweiligen Saison absolvierten Partien. Die Zahl in den Klammern gibt an, wie viele Spiele die Teams jeweils bestritten.
- S – U – N: Anzahl der Siege, Unentschieden und Niederlagen.
- № = Nummer: Anzahl der Punts.
- Yards: Aufsummierte Weite aller Punts in Yards.
- Avg = Average: Durchschnittsweite der Punts in Yards.
- Long: Wert des weitesten Punts in Yards.
- TB: Anzahl der Touchbacks nach Punts.
- FC: Anzahl der Fair Catches nach Punts.
- I20 = Inside the 20: Anzahl der Punkts, die bis über die 20-Yard-Linie in die gegnerische „red zone“ gekickt wurden.
- 50+: Punts mit einer Weite von mehr als 50 Yards.
- Blkd = Blocked: Geblockte Punts.